# 席比义
席比义（Warren Seabury，1877年—1907年7月）美国雅礼协会来华传教士、该会及雅礼大学创始人之一。
1898年，席比义毕业于耶鲁大学。1900年義和團事件中，毕得经（Horace Tracy Pitkin；1869-1900）等耶魯畢業生在中国被杀。1901年初，耶鲁大学1898级的四位毕业生德士敦（John Lawrence Thurston）、阿瑟（Arthur Williams）、席比义和盖葆耐（Brownell Gage），在校务卿斯多克（Anson Phelps Stokes）的家中聚会，热切讨论，商定到海外传教。他們選擇去中國開展事業，向毕得经致敬。随后，他们组成了雅礼协会。
1902年10月,雅礼协会首先派出德士敦、德本康夫妇来华筹办,选定湖南长沙为办学地点。1903年，德士敦因患肺结核回到美国，次年在加州去世。于是雅礼协会又在1904年派出席比义和盖葆耐前往中国，到达长沙。他们在长沙西牌楼租下一幢民房，筹划建立一所学校。1906年11月16日，雅礼大学堂在这里举行了开学典礼，首次招收预科生53名，席比义主持了开学典礼。1907年7月29日，席比义在江西牯岭避暑时游泳溺水身亡，安葬于牯岭公墓。而服务于上海圣约翰书院的美国圣公会传教士孟嘉德牧师（Arthur Sitgreaves Mann)为营救席比义，也不幸身亡。
1909年，席比义的父亲出版了《席比义传:浮生若梦》（或《短暂的景象:席比义传》，THE VISION OF A SHORT LIFE）一书，怀念自己的儿子。

## 传记
THE VISION OF A SHORT LIFE--A Memorial of Warren Bartlett Seabury ,One of founders of the Yale Mission College in China（1909）